# Naima (Tiaret)
Pour les articles homonymes, voir Naima (homonymie).
Naima est une commune de la wilaya de Tiaret en Algérie.